# Youssef al-Azmeh
 (janvier 2020).
Si vous disposez d'ouvrages ou d'articles de référence ou si vous connaissez des sites web de qualité traitant du thème abordé ici, merci de compléter l'article en donnant les références utiles à sa vérifiabilité et en les liant à la section « Notes et références ».
Youssef al-Azmeh (يوسف العظمة) (ou en anglais : Yusuf al-Azma, ou encore Youssef Al-Azama, Yusuf Al-Azmeh, Yousef Al-Azmeh) (1884 - 24 juillet 1920) est un militaire et homme politique syrien, ministre de la Guerre mort en combattant l'armée française venue occuper la Syrie et le Liban. Il est le seul ministre de la Guerre arabe à être mort au combat. 

## Biographie
En 1920, il a été ministre de la Guerre et chef d'état-major de l'éphémère roi de Syrie Fayçal (futur roi d'Irak).
En 1906, Azmeh obtient son diplôme à l'académie militaire ottomane de Constantinople. Il combat comme général dans l'armée ottomane pendant la Première Guerre mondiale qui est alliée à l'Empire allemand, à l'Empire austro-hongrois, et jusqu'en 1915 au royaume d'Italie.
La Société des Nations, ayant accordé un mandat à la France en Syrie, grâce aux accords Sykes-Picot, le général Gouraud lance un ultimatum au gouvernement syrien lui demandant de déposer les armes. Les capacités militaires syriennes étant bien  en deçà de celles des Français, tous les ministres du gouvernement acceptent l'ultimatum sauf Azmeh qui refuse de capituler avant d'avoir livré bataille. Il parvient à monter une petite armée de 3 000 hommes, composée majoritairement de volontaires. Conscient qu'il ne peut défaire les Français avec cette dernière, il décide néanmoins de partir à leur rencontre pour ne pas qu'on dise plus tard que l'armée syrienne s'est rendue sans combattre, que les Français sont entrés dans la capitale sans rencontrer d'opposition et surtout pour semer la graine de la résistance dans l'esprit du peuple syrien. Le 24 juillet 1920, l'armée d'Azmeh et l'armée du Levant du général Gouraud, dont les troupes sont commandées par le général Goybet s'affrontent au col de Maysaloun. Les hostilités durent plusieurs heures, au terme desquelles les troupes colonialistes françaises remportent la victoire. Youssef al-Azmeh et plusieurs de ses hommes trouvent la mort non sans avoir combattu jusqu'au bout. Le lendemain, Goybet entre dans Damas.[réf. nécessaire]
Azmeh est considéré comme un héros national en Syrie, une statue de lui se trouve à Damas, et beaucoup de rues portent son nom.

## Famille
Sa filiation patrilinéaire (nassab) est la suivante : Youssef ben Ibrahim ben Abderrahmane ben Mohammed ben Ismaïl ben Ibrahim ben Ismaïl. Il appartient à la grande famille damascène des al-Azmeh (ar), d'origine turkmène. Son père, directeur des finances de la ville de Homs, est décédé lorsqu'il avait six ans, il fut donc elevé par son grand frère, Abdelaziz (ar), de vingt-huit ans son aîné.  
Youssef al-Azmeh ne laisse aucune descendance à l'exception de sa fille unique, Leïla. Née en 1915 à Constantinople, où son père était alors affectée à la garde du ministre ottoman de la Guerre, Enver Pacha, elle retourna y vivre après sa mort en 1920. Fayçal, à qui Youssef avait fait promettre de s'occuper d'elle en cas de décès, lui laissa une pension mensuelle de 20 livres sterling jusqu'à ce qu'il meurt à son tour en 1933. Par la suite, Leïla se maria avec Cevad Asar, un riche marchand turc de la place Taksim de qui elle eut un fils, Celal, le seul petit-enfant de Youssef al-Azmeh. Leïla est morte en 1971 et Celal vit toujours à Istanbul aujourd'hui,,.  